# Liste des épisodes de Profilage
Cet article présente la liste des épisodes de la série télévisée Profilage.

## Saison 1 (2009)

### Épisode 1:Moins que rien
- France : 23 avril 2009 sur TF1
- Belgique : 25 mai 2013 sur La Une

- France : 6,76 millions de téléspectateurs (28,2 % de part d'audience)[1] (première diffusion)
- Belgique : 186 000 téléspectateurs (12,8 % de part d'audience)[2] (première diffusion)

- Marianne Comtell : Chantal Vintrope
- Cécile Lalignan : Lucie
- Damien Ferrette : Frédéric Cavet
- Roland Copé : Vintrope
- Carole Dechantre : Philomène
- Swan Scalabre : Jennifer
- Noëlla Dussart-Finzi : madame Bellechasse
- Fanny Vambacas : jeune pharmacienne
- Albert Goldberg : Christophe Rabier
- Laurence Colussi : Corinne Vidal
- Thierry Ragueneau : Lemoine
- Pierre Lericq : éducateur

### Épisode 2:Sans rémission
- France : 23 avril 2009 sur TF1
- Belgique : 25 mai 2013 sur La Une

- France : 6,3 millions de téléspectateurs (28,5 %)[1] (première diffusion)
- Belgique : 163 000 téléspectateurs (14,3 %)[2] (première diffusion)

- Jacques Fontanel : Docteur Jost
- Emmanuel Vieilly : Thomas Cavellian
- Céline Duhamel : infirmière en chef
- Paul Barge : Robert Cavellian
- Valérie Baurens : Bérénice Delaleuille
- Féodor Atkine : Maxime Dazor
- Clotilde Nonnez : assistante de Dazor
- Lys Caro : Claire Charcot
- Charley Fouquet : Jeanne Charcot
- Laurent Krause : interne

### Épisode 3:Le Fils prodigue
- France : 30 avril 2009 sur TF1
- Belgique : 25 mai 2013 sur La Une

- France : 5,72 millions de téléspectateurs (24,7 %)[3] (première diffusion)

- Julien Bichet : Buzz
- Sylvie Paupardin : maître El Karaoui
- Kevin Levy : Stéphane Vaillant
- Éric Thomas : Jacques Vaillant
- Nadine Marcovici : Maryse Vaillant
- Manoëlle Gaillard : Geneviève Fournier
- Emmanuel Karsen : Dr Borenstein
- Jean-Philippe Puymartin : Alain Farge
- Thomas Maurion : Tristan Farge
- Pascal Pistacio : Morin
- Dominique Frot : Suzanne Jaoui
- Julien Meunier : videur du bar

### Épisode 4:Paradis perdu
- France : 30 avril 2009 sur TF1
- Belgique : 1er juin 2013 sur La Une

- France : 5,44 millions de téléspectateurs (25,7 %)[3] (première diffusion)
- Belgique : 219 000 téléspectateurs (15 %)[4] (première diffusion)

- Jacques Fontanel : docteur Jost
- Camille Chaudeurge : Juliette Padovani
- Jean-Pierre Sakalakis : Vincent Padovani
- Arthur Mazet : Anthony Padovani
- Chantal Baroin : Christine Masson
- Dominique Thomas : Terry Blondeau
- Yves Collignon : Tolle
- Élisa Servier : Régine Padovani
- Stéphane Russel : fonctionnaire DSF
- Bruno Le Millin : Dimitrova
- Philippine Sander : copine d'Anthony
- Brigitte Niveaux : cliente de la pharmacie
- Hélène Ketterer : Philomène jeune
- Mathieu Fruit : flic 1 dans la voiture
- Lloyd Boilon : flic 2 dans la voiture
- Pierre Johan : clochard

### Épisode 5:Quelqu'un de bien
- France : 7 mai 2009 sur TF1
- Belgique : 1er juin 2013 sur La Une

- France : 4,71 millions de téléspectateurs (20,4 %)[5] (première diffusion)
- Belgique : 192 000 téléspectateurs (14 %)[4] (première diffusion)

- Alexandre le Provost : Renaud Carpentier
- Catherine Wilkening : Karine
- Quentin Ogier : Delvaux
- Kahina Carina : enquêtrice des pompiers
- Esther Van den Driessche : Estelle Carpentier
- Christophe Guybet : Jean Liguetti
- Fily Keita : puéricultrice
- Salomé Hadjadj : puéricultrice 2
- Josy Bernard : Linda Hamel
- Laurence Cormerais : Delphine Pérac, femme de Mathieu Pérac

### Épisode 6:Derrière le masque
- France : 7 mai 2009 sur TF1
- Belgique : 1er juin 2013 sur La Une

- France : 4,94 millions de téléspectateurs (22,7 %)[5] (première diffusion)
- Belgique : 162 000 téléspectateurs (14,5 %)[4] (première diffusion)

- Philippe Maymat : Vautier
- Juliette Lopes Benites : Amandine
- Juliet Lemonnier : Cécile de Montaubant
- Vincent Solignac : Montaubant
- Axelle Marine : Viviane de Montaubant
- Christophe Rault : Bruno Cossi
- Lou Aisenberg : Laura
- Delphine Rollin : Catherine Delage
- Marc Rioufol : Henri Delage
- Denis Leluc : médecin SOS
- Gilles Salle : gardien du cimetière
- François Joyeux : transporteur

## Saison 2 (2010)
La saison 2 a été diffusée en deux parties en France, la première moitié au printemps 2010 et la seconde en novembre 2010.
En plus des personnages principaux, la saison met en scène des personnages récurrents :
- Jacques Fontanel : docteur Jost (épisodes 4-5, 12)
- Laurence Cormerais : Delphine Pérac, femme de Mathieu Pérac (épisodes 3-6, 8, 10-12)
- Loïze Nouvel : Emma, fille de Mathieu Pérac (épisodes 6, 8)
- Marie Kremer : Louise Drancourt (épisodes 7-12)
- Stéphane Coulon : Adrien, compagnon de Louise Drancourt (épisodes 8, 10-12)
- Mattéo Brocard : Eliott, fils d'Adrien (épisodes 7-8, 10, 12)

### Épisode 1:Passé composé
- France : 27 mai 2010 sur TF1
- Belgique : 8 juin 2013 sur La Une

- France : 6,72 millions de téléspectateurs (26,6 % de part d'audience)[6] (première diffusion)
- Belgique : 162 000 téléspectateurs (13,2 % de part d'audience)[7] (première diffusion)

- Sabine Napierala : Aurélia Valencourt
- Sandra Rumolino : Ana Maria
- Tennessee Maquignon : Inès Valencourt
- Thomas Vandenberghe : Nicolas Valencourt
- Éric Challier : Olivier Tarricone
- Florent Bigot de Nesles : Patrice
- Jean-Pol Brissart : professeur Valette
- Stéphane Dausse : Dr Gary
- Franck Gourlat : Bastien Devoisy
- François Hautessere : agent de la voirie
- Jeanne Bournaud : employée de la préfecture
- Serge Biavan : commandant

### Épisode 2:Les fils de l'homme
- France : 27 mai 2010 sur TF1
- Belgique : 8 juin 2013 sur La Une

- France : 6,2 millions de téléspectateurs (26,9 %)[6] (première diffusion)
- Belgique : 186 000 téléspectateurs (14,9 %)[7] (première diffusion)

- Marie Piecoup : Jeune cagole
- Renaud Danner : Louis Meyer
- Bertrand Constant : Philippe Maistre
- Olivier Pajot : Gilbert Larrieux
- Éric Herson-Macarel : Thomas Verdier
- Benoit Solès : Gilles Masson
- Thomas Suire : Julien Lemaire
- Sarah Bensoussan : Samar Darya
- Mélanie Martinez Llense : Sonia
- Vincent Debost : gardien de l'internat
- Muriel Adam : la secrétaire
- Hélène Surgère : madame Verdier
- Aurélie Matéo : standardiste

### Épisode 3:Comme sa mère
- France : 3 juin 2010 sur TF1
- Belgique : 15 juin 2013 sur La Une

- France : 5,8 millions de téléspectateurs (23,9 %)[8] (première diffusion)
- Belgique : 198 000 téléspectateurs (14,8 %)[9] (première diffusion)

- Baptiste Mayeux : Raphaël Mirmont
- Rufus : Jacques Mirmont
- Isabelle Renauld : Carole Bertrand
- Ophélia Kolb : Noémie Bertrand
- Clément Moreau : Guillaume Bertrand
- Nicolas Vaude : Antoine Grange
- Brigitte Froment : Rocca
- Marie-Sophie L. : Françoise Ribeyre
- Stéphane Jobert : Bruno
- David Martins : Erwan
- Claire Sermonne : Sabrina

### Épisode 4:Une vie pour une autre
- France : 3 juin 2010 sur TF1
- Belgique : 15 juin 2013 sur La Une

- France : 5,4 millions de téléspectateurs (23,6 %)[8] (première diffusion)
- Belgique : 197 000 téléspectateurs (14,2 %)[9] (première diffusion)

- Jéromine Chasseriaud : Chloé adolescente
- Arnaud Simon : Martin
- Jean-Michel Fête : Chami
- Jocelyne Desverchère : la concierge
- Guillaume Briat : l'homme obèse
- Juliette : Dr Dunez
- François Delaive : Reverti
- Ariane Zantain : la policière au crématorium
- Nathalie Blanc : la femme battue
- Didier Merigou : le père de Chloé jeune
- Martine Coste : interne
- Lory Ferreira : Jérémie

### Épisode 5:De l'autre côté du miroir
- France : 10 juin 2010 sur TF1
- Belgique : 22 juin 2013 sur La Une

- France : 6,35 millions de téléspectateurs (25,3 %)[10] (première diffusion)
- Belgique : 108 000 téléspectateurs (9,2 %)[11] (première diffusion)

- Éric Savin : Marceau
- Dimitri Storoge : Enzo
- Tatiana Gontcharova : Christelle
- Mark Grosy : Voiturier
- Dominique Bettenfeld : Jeandron
- Marie-Catherine Conti : Dr Lacourt
- Frédéric Cherboeuf : Hugues Rosselin

Une jeune femme est retrouvée étranglée dans un parc. Le médecin légiste met en évidence que son visage avait été modifié par plusieurs opérations de chirurgie esthétique. Une des prothèses permet à Chloé et Mathieu de remonter jusqu'au chirurgien et de découvrir l'identité de la victime, ainsi que la raison de toutes ces opérations.

### Épisode 6:Réussir ou mourir
- France : 10 juin 2010 sur TF1
- Belgique : 22 juin 2013 sur La Une

- France : 6,1 millions de téléspectateurs (26,5 %)[10] (première diffusion)
- Belgique : 110 000 téléspectateurs (14,8 %)[11] (première diffusion)

- Jean-Philippe Poujoulat : bénévole
- Benoît Giros : Alexandre Deslauriers
- Audrey Dewilder : Maryline Hardouin
- Fabienne Babe : Martine Hardouin
- Loreleï Ares : Lolita Hardouin
- Éric Dupuis : flic en uniforme
- Vinciane Millereau : oratrice
- Alexandra London : Dr Ribrioux
- Cyril Gueï : Clément Muller
- Laurent Claret : médecin des urgences
- Céline Jorrion : nounou d'Emma
- Olivier Faliez : livreur
- André Manoukian : Henri Salince

Maryline, une apprentie comédienne, est retrouvée morte sur le tournage d'une série. Matthieu et Chloé découvrent le destin tragique d'une jeune femme prête à tous les sacrifices pour réussir et qui avait enfin réussi à décrocher un petit rôle après des années de galère.
L'enquête à peine bouclée, Matthieu reçoit un coup de fil l'informant de l'hospitalisation de sa fille. Il file à l'hôpital où il apprend qu'Emma, à la suite d'un gros choc à la tête, est en salle d'opération pour résorber une hémorragie cérébrale. Cette opération plus que délicate est forcément au pronostic incertain. Matthieu qui n'arrive à joindre que le répondeur de sa femme finit par contacter l'hôtel où elle est censée assister à un congrès. Le réceptionniste lui apprend qu'ils n'accueillent pas de congrès mais qu'il y a bien une Mme Pérac qui est arrivée « avec son mari ».

### Épisode 7:Renaissance
- France : 18 novembre 2010 sur TF1
- Belgique : 29 juin 2013 sur La Une

- France : 6,55 millions de téléspectateurs (25,4 %)[12] (première diffusion)
- Belgique : 246 000 téléspectateurs (21,1 %)[13] (première diffusion)

- Hélène de Saint-Père : Catherine Royer
- Nicolas Abraham : Gilles Royer
- Hélène Zimmer : Sybile Royer
- Margaux Chatelier : Héloïse Bastien
- Pearl Manifold : Susan Hampton
- Antonia Malinova : Helena Borodine
- Nicolas Bonnefoy : l'homme
- Frédérique Bonnal : directrice de supermarché
- Charlie Latrasse : Anna

Lamarck assiste impuissant à un délit de fuite laissant une petite fille de six ans dans le coma. Bien décidé à retrouver le chauffard, Lamarck met Matthieu et Chloé sur l'enquête. Contre toute attente, le fugitif se révèle être un père de famille qui se rendait paniqué à la remise de rançon destinée à sauver sa fille Sybile. Chloé plonge alors dans l'univers de la jeune fille, une danseuse brillante.

### Épisode 8:Lame de fond
- France : 18 novembre 2010 sur TF1
- Belgique : 29 juin 2013 sur La Une

- France : 6,0 millions de téléspectateurs (27,3 %)[12] (première diffusion)
- Belgique : 245 000 téléspectateurs (18,9 %)[13] (première diffusion)

- Yann Sundberg : Christophe Lavaudant
- Marie Berto : Alexandra Vitelli
- Cyril Couton : Hervé Jourdan
- Caroline Santini : Urgentiste
- Raphaël Bascoul-Gauthier : Patrick Lefort

### Épisode 9:L'Âge sombre
- France : 25 novembre 2010 sur TF1
- Belgique : 6 juillet 2013 sur La Une

- France : 6,08 millions de téléspectateurs (23,2 %)[14] (première diffusion)
- Belgique : 185 000 téléspectateurs (19 %)[15] (première diffusion)

- Jean-François Garreaud : Taillandier
- Helena Noguerra : Valentine Meursault
- Cédric Chevalme : Fabrice
- Thierry Paret : Proviseur
- Anny Romand : Christine Rensaille
- Pierre Aussedat : Roger Lebecq
- Frédéric Gélard : Villaret
- Nina Ambard : Justine Bourrieu
- Jean-Yves Chilot : Dr Archambaud

### Épisode 10:Retour à la terre
- France : 25 novembre 2010 sur TF1
- Belgique : 6 juillet 2013 sur La Une

- France : 5,6 millions de téléspectateurs (24,2 %)[14] (première diffusion)
- Belgique : 203 000 téléspectateurs (18,4 %)[15] (première diffusion)

- Lââm : N. Bartelett, responsable bénévole
- Francis Renaud : Alban / Victor
- Chloé Lambert : Clara Lopez
- Stéphane Algoud : Marconi
- Delphine McCarty : Philippine
- Lionel Emery : Ex-militant
- Valéry Schatz : Policier au parc
- Marie Dauphin : Vendeuse

Le corps d’un homme mort depuis 3 mois est retrouvé enterré en surface dans le bois de Boulogne. Il s’agit d’un écologiste, Alban Lorizot, qui militait dans un mouvement dissout à cause de son radicalisme. Sa compagne qui n’a pas signalé sa disparition et qui est absente de leur domicile a un statut qui oscille entre suspecte ou victime potentielle.

### Épisode 11:Tu m'aimeras
- France : 2 décembre 2010 sur TF1
- Belgique : 13 juillet 2013 sur La Une

- France : 7,07 millions de téléspectateurs (26,2 %)[16] (première diffusion)
- Belgique : 196 000 téléspectateurs (17,1 %)[17] (première diffusion)

- Philippe Duquesne : Michel Rivière
- Marie-Hélène Viau : Chantal Rivière
- Jean-Marie Lamour : Pierre Fillaud
- Gaël Zaks : Jonathan Saurier
- Anne-Sophie Girard : Organisatrice
- Sylvie Guichenuy : Gardienne
- Thierry Baumann : Manuel Rameal
- Guillaume Carrier : Serge, célibataire 1
- David Talbot : Éric, célibataire 2
- Alex Skarbek : Wavier, célibataire 3
- Stéphanie Reynaud : Marie Saurier

### Épisode 12:Addiction
- France : 2 décembre 2010 sur TF1
- Belgique : 13 juillet 2013 sur La Une

- France : 6,7 millions de téléspectateurs (28,3 %)[16] (première diffusion)
- Belgique : 205 000 téléspectateurs (16,4 %)[17] (première diffusion)

- Jacques Hansen : Michel Fisher
- Jean-Luc Lemoine : Laurent Jamin
- Pascal Demolon : Marc Thévenin
- Marie Béraud : Pauline
- Arièle Semenoff : Yvonne Martin
- Jean-Claude Bonnifait : Pierre Martin
- Émilie Piponnier : Justine
- Bertrand Nadler : Tristan Giraudoux
- Arek Gurunian : adjoint au maire
- Marisa Commandeur : infirmière

Myriam, une trentenaire qui lutte depuis l’adolescence contre l’alcoolisme, vient solliciter l’aide de Fred pour sa fille, mais elle se fait poignarder avant d’avoir pu lui parler. L’équipe est perplexe, car à la connaissance de Fred, Myriam n’a pas de fille.

## Saison 3 (2012)
Le tournage de la saison 3 a eu lieu début 2011. L'acteur Guillaume Cramoisan, qui joue Mathieu Pérac, a annoncé qu'il quittait la série. Il est remplacé par l'acteur Philippe Bas qui interprète Thomas Rocher, le nouveau commandant de brigade. L'action de la troisième saison débute un an après les évènements qui ont marqué le dernier épisode de la saison 2.
Cette saison a été diffusée sur TF1 à partir du jeudi 15 mars 2012.
En plus des personnages principaux, la saison met en scène des personnages récurrents :
- Laurent Hennequin : juge Alexandre Hoffman (épisodes 3-6, 8-10)
- Frédérique Bel : Barbara Cluzel, avocate (épisodes 8-12)
- Nathan Georgelin : Lucas, fils de Thomas Rocher (épisodes 1, 4, 6, 10).
- Benjamin Baroche : Alban Skela / Commandant Antoine Garrel (épisodes 11-12)

### Épisode 1:Un seul être vous manque
- France : 15 mars 2012 sur TF1
- Belgique : 20 juillet 2013 sur La Une

- France : 6,09 millions de téléspectateurs (22,7 % de part d'audience)[21] (première diffusion)
- Belgique : 120 000 téléspectateurs (12,9 % de part d'audience)[22] (première diffusion)

- Laure Vidal
- Guillaume Cramoisan : commandant Mathieu Pérac
- Marie Kremer : Louise Drancourt
- Sophie Guillemin : Marion Robin
- Laytitia Pop : Mélanie Delfaud
- Jean-François Pages : directeur de la clinique
- Nicky Marbot : commandant Gouzon
- Chantal Banlier : madame Garnier
- Maxime Dorian : copain Sibony
- Khalid Maadour : uniforme aux scellés
- Claire Faurot : femme des berges
- Frédéric Klose : sparring partner
- Christophe Aquillon : flic DPJ

### Épisode 2:À votre service
- France : 15 mars 2012 sur TF1
- Belgique : 20 juillet 2013 sur La Une

- France : 5,1 millions de téléspectateurs (22,6 %)[21] (première diffusion)
- Belgique : 111 000 téléspectateurs (16,6 %)[22] (première diffusion)

- Jackie Berroyer : Bernard Marchand
- Rémy Roubakha : Directeur du camping
- Françoise Lépine : Christine Marchand
- Marie Dauphin : Hélène Littardi
- Marie-Thérèse Orain : Madame Vanec
- Sophie Bourdon : Florence Desloges
- Raphaël Mezrahi : Jean-Marc Clément
- Jean-Pol Brissart : Directeur de l'université

### Épisode 3:Le plus beau jour de sa vie
- France : 22 mars 2012 sur TF1
- Belgique : 27 juillet 2013 sur La Une

- France : 6,76 millions de téléspectateurs (25,3 %)[23] (première diffusion)
- Belgique : 214 000 téléspectateurs (18 %)[24] (première diffusion)

- Margaux Van den Plas : Alice Legendre
- Jean-Pierre Martins : Simon Andrieux
- Stéphane Boucher : Paul Santini
- Arnaud Lesimple : avocat d'Andrieux
- Arnaud Garnier : gardien de prison
- Francis Coffinet : professeur Leroy

### Épisode 4:Sans relâche
- France : 22 mars 2012 sur TF1
- Belgique : 27 juillet 2013 sur La Une

- France : 5,7 millions de téléspectateurs (25,1 %)[23] (première diffusion)
- Belgique : 190 000 téléspectateurs (15,1 %)[22] (première diffusion)

- Alexandra Vandernoot : Isabelle Garambois
- Vincent Jouan : Yvon Losserin
- Jeanne Antebi : Zina Saillan
- Coralie Audret : Virginie Coutelon
- Hervé Laudière : Greiner
- Sébastien Roch : Cassini
- Valérie Maës : Diane Mandols
- Garba Tounkara : employé parking
- Vanessa Lhoste : Valérie Hoffman, femme d'Alexandre
- Christiane Ludot : institutrice
- Fanny Féret : Mathilde Beranger

### Épisode 5:Grande sœur
- France : 29 mars 2012 sur TF1
- Belgique : 3 août 2013 sur La Une

- France : 6,94 millions de téléspectateurs (27,4 %)[25] (première diffusion)
- Belgique : 184 000 téléspectateurs (17,1 %)[26] (première diffusion)

- Michel Galabru : Benoît Merlin
- Olivier Cruveiller : Jacques Poulain
- Fabrice Deville : Pierre Despond
- Axelle Laffont : Caroline Despond
- Christian Bouillette : Durieux
- Michel Laroussi : ophtalmo
- Fabrice Michel : rédacteur en chef

### Épisode 6:Ma vie sans toi
- France : 29 mars 2012 sur TF1
- Belgique : 3 août 2013 sur La Une

- France : 5,85 millions de téléspectateurs (28 %)[25] (première diffusion)
- Belgique : 168 000 téléspectateurs (13,8 %)[26] (première diffusion)

- Camille Japy : Sandra Maréchal
- Luc Thuillier : Victor Maréchal
- Héloïse Adam : Anna Maréchal
- David Chausse : Emmanuel Rénier
- Pasquale D'Inca : Franck Terroux
- Jean-François Lescurat : avocat de Morand
- Olivier Breitman : Pascal Morand
- Andres Spinelli : F. Rénier / M. Langmann
- Hervé Caradec : gérant d'hôtel

Chloé et Rocher découvrent le cadavre de François Rénier, un homme déclaré mort... depuis 10 ans ! L'équipe comprend que ce père de famille, criblé de dettes, avait mis en scène sa propre mort afin que sa femme et sa fille soient sauvées de la misère grâce aux assurance-décès qu'il venait de souscrire.

### Épisode 7:D'entre les morts
- France : 5 avril 2012 sur TF1
- Belgique : 10 août 2013 sur La Une

- France : 6,87 millions de téléspectateurs (25,8 %)[27] (première diffusion)
- Belgique : 193 000 téléspectateurs (15,4 %)[28] (première diffusion)

- Martin Lamotte : Armand Dubois
- Sophie-Charlotte Husson : Sabine Keller
- Stéphane Bierry : Commandant Rousseau
- Jean-Paul Bonnaire : Le prêtre
- Camille Grandville : La pharmacienne
- Vincent Launay : Le gynécologue
- Sylvia Amicone : La journaliste
- Laurent Krause : Le médecin
- Pascal Liger : Adrien Keller

### Épisode 8:Le Prix de la liberté
- France : 5 avril 2012 sur TF1
- Belgique : 10 août 2013 sur La Une

- France : 6,3 millions de téléspectateurs (26,8 %)[27] (première diffusion)
- Belgique : 201 000 téléspectateurs (16,1 %)[28] (première diffusion)

- Pierre Laplace : Alain Krakowski
- Matila Malliarakis : Lionel Mirant
- Frédéric Maranber : Christophe Mirant
- Boris Terral : Yoris Azrakian
- Julie Quehen : Lena Krakowski
- Vanessa Lhoste : Valérie Hoffman, femme d'Alexandre
- Marie Boissard : juge Bourdon
- Anne-Lise Kedvès : gardienne
- Éric Pfaff : Roland Fournal

Jeanne Krakowski, photographe d’art contemporain, est retrouvée morte dans son superbe loft. Cette ancienne caissière de supermarché venait de connaître un début de carrière aussi surprenant que fulgurant. Un succès qui l’avait éloignée des siens, au point que son mari ait dû exiger la garde exclusive de leur fille.

### Épisode 9:Fantômes
- France : 12 avril 2012 sur TF1
- Belgique : 17 août 2013 sur La Une

- France : 7,19 millions de téléspectateurs (25,9 %)[29] (première diffusion)
- Belgique : 219 000 téléspectateurs (17,4 %)[30] (première diffusion)

- Évelyne Buyle : madame Rivette
- Carlo Brandt : Patrick Boudoux
- Niels Dubost : Éric Malafosse
- Valérie Zaccomer : Béatrice Malafosse
- Mylène Crouzilles : Lucile Malafosse
- Amaury Breton : Théo
- Manuel Bonnet : monsieur Rivette
- Sylvie Genty : Caroline Deblock
- Simon Bakhouche : Charles Deblock
- Delphine Lacouque : assistante sociale

En pleine nuit et sous un violent orage, Fred et Hippolyte tombent en panne alors qu’ils rentrent d’une soirée. À la lueur des éclairs, ils aperçoivent une grande maison isolée. Ils entrent pour demander de l’aide et tombent sur le corps sans vie de Camille Janvier, une architecte de 35 ans. Son fils de neuf ans, Théo, est introuvable, de même que son mari Nicolas.
À la suite d'une dénonciation anonyme, Rocher subit une enquête d’un juge des affaires familiales pour statuer sur sa capacité à assumer la garde de son fils Lucas. Il s'agit d'une manœuvre de Barbara Cluzel, l’avocate du chauffard responsable de la mort de sa femme, contre qui Rocher a de son côté lancé une procédure.

### Épisode 10:Captive
- France : 12 avril 2012 sur TF1
- Belgique : 17 août 2013 sur La Une

- France : 6,49 millions de téléspectateurs (26,5 %)[29] (première diffusion)
- Belgique : 237 000 téléspectateurs (18,4 %)[28] (première diffusion)

- Stefan Godin : docteur Capel
- Antoine Cholet : Joseph
- Céline Tolosa : Jeanne Loiseau
- Michelle Goddet : Corinne Mérieux
- Luce Mouchel : Marianne Philippon
- Sebastien Houbani : Manurin
- Julie Judd : Valentine Cenaro
- Damien Acoca : art thérapeute
- Frans Boyer : capitaine du RAID

Un jeune serveur de 24 ans est retrouvé les yeux bandés, lardé de nombreux coups de couteaux. Pour Chloé, l'absence de mobile, la violence du crime et la mise en scène macabre indique l'acte d'un désaxé en pleine crise. L'équipe parvient à identifier Marc Génaro, un schizophrène paranoïaque qui a subitement arrêté de prendre son traitement.

### Épisode 11:Insoupçonnable - Partie 1
- France : 19 avril 2012 sur TF1
- Belgique : 24 août 2013 sur La Une

- France : 7,64 millions de téléspectateurs (28,3 %)[31] (première diffusion)
- Belgique : 214 000 téléspectateurs (18,1 %)[32] (première diffusion)

- Robert Plagnol : Sulian Frégé
- Benjamin Baroche : Alban Skela
- Bertrand Constant : Philippe Maistre
- Anne Malraux : Julie Neuman
- Daisy Miotello : Christiane Lamarck
- Rose Thiéry : voisine Frégé
- Séverin Bavarel : réceptionniste
- Olivier Breitman : Pascal Morand
- Laurence Fabre : la procureur
- Yves Heck : le juge
- Loïc Houdré : Didier Roubot
- Christophe Aquillon : OPJ Brevin
- Caroline Ghion : OPJ année 97

### Épisode 12:Insoupçonnable - Partie 2
- France : 19 avril 2012 sur TF1
- Belgique : 24 août 2013 sur La Une

- France : 7,2 millions de téléspectateurs (31,2 %)[31] (première diffusion)
- Belgique : 198 000 téléspectateurs (16,3 %)[32] (première diffusion)

- Robert Plagnol : Sulian Frégé
- Benjamin Baroche : Alban Skela
- Bertrand Constant : Philippe Maistre
- Anne Malraux : Julie Neuman
- Nathalie Mann : Valérie Gorse
- Gwenaël Clause : lieutenant Belial
- Bastien Bouillon : Sulian Frégé jeune

## Saison 4 (2013)
La saison 4 a été diffusée en France sur TF1 à partir du jeudi 5 septembre 2013, en Belgique sur La Une à partir du samedi 31 août 2013 et en Roumanie sur AXN à partir du lundi 2 septembre 2013.
En plus des personnages principaux, la saison met en scène des personnages récurrents :
- Benjamin Baroche : Alban Skela / Commandant Antoine Garrel (épisodes 1-2, 4-5, 7-10)
- Fanie Zanini : Lili Merrick, fille adoptive de Chloé (épisodes 3-4, 8, 10)
- Nicolas Moreau : Paul Monti, papa de Lili (épisodes 4-5, 7)
- Nathan Georgelin : Lucas, fils de Thomas Rocher (épisodes 1-2)
- Nozha Khouadra : Sarah, de l'IGS (épisodes 1-2, 4)
- Julia Piaton : Jessica Kancel, sœur de Frédéric Kancel (épisode 3)

### Épisode 1:L'Étoile filante
- Belgique : 31 août 2013 sur La Une
- France : 5 septembre 2013 sur TF1

- Belgique : 275 000 téléspectateurs (20,7 % de part d'audience)[33] (première diffusion)
- France : 6,88 millions de téléspectateurs (29 % de part d'audience)[34] (première diffusion)

- Alain Doutey : Claude Moisan
- François Rabette : Thierry Grandet
- Vladimir Perrin : Jonathan Grandet
- Marion Game : Brigitte Moisan
- Juliette Croizat : Camille Moisan
- Stéphanie Fatout : Jeanne Moisan
- Lise Darly : Olivia Moisan
- Mathias Mégard : patron du club
- Philippe Durand : gérant de l'hôtel
- Philippe Cotten : commissaire divisionnaire
- Côme Levin : Jeune homme des douanes

### Épisode 2:Panique
- Belgique : 31 août 2013 sur La Une
- France : 5 septembre 2013 sur TF1

- Belgique : 272 000 téléspectateurs (19,7 %)[33] (première diffusion)
- France : 6,4 millions de téléspectateurs (29,9 %)[34] (première diffusion)

- Catherine Marchal : lieutenant-colonel Amélie Davout
- Laurent Hennequin : juge Alexandre Hoffman
- Karl E. Landler (en) : sous-lieutenant Adrien Fontel
- Lucie Jeanne : Sabrina Fontel
- José Fumanal : préfet

### Épisode 3:Destins croisés
- Belgique : 7 septembre 2013 sur La Une
- France : 12 septembre 2013 sur TF1

- Belgique : 294 000 téléspectateurs (21,6)[35] (première diffusion)
- France : 7,09 millions de téléspectateurs (28,5 %)[36] (première diffusion)

- Gwendoline Hamon : Ingrid Ronez / Laurence Paillon
- Sébastien Courivaud : Luc Paillon
- Frédéric Anscombre : Étienne Lantier
- Julia Piaton : Jessica Kancel
- Pétronille Moss : madame Sevy
- Catherine Aymerie : Louise Garrencq
- Stéphane Fourreau : médecin
- Léa Coquin : jeune femme boîte de nuit

### Épisode 4:Silence radio
- Belgique : 7 septembre 2013 sur La Une
- France : 12 septembre 2013 sur TF1

- Belgique : 322 000 téléspectateurs (24,6 %)[35] (première diffusion)
- France : 6,6 millions de téléspectateurs (33,4 %)[36] (première diffusion)

- Alexandra Morales : Carole Castel
- Niseema Theillaud : Solène Marini
- Lubna Playoust : Marianne Delormes
- Agnès Blanchot : Sabine Legoff
- Pierre-Arnaud Juin : procureur Baltard
- Vincent Desprat : journaliste séquences news
- Léopold Simalty : médecin médico-judiciaire
- Olivier Mag : Jérôme Delormes
- Franck Jolly : Hugo
- Éric Debrosse : directeur foyer
- Franck Duret : animateur radio
- Erika Moulet : journaliste plateau

### Épisode 5:Disparus
- Belgique : 14 septembre 2013 sur La Une
- France : 19 septembre 2013 sur TF1

- Belgique : 277 000 téléspectateurs (18,8 %)[37] (première diffusion)
- France : 6,99 millions de téléspectateurs (27,4 %)[38] (première diffusion)

- Bruno Putzulu : Marc Gilardi
- Anne Charrier : Alexandra Gilardi
- Valérie Decobert-Koretzky : Claire Laffont
- Mikaël Fitoussi : Bastien Laffont
- Virgile Lopes-Benites : Quentin Laffont
- Patrick Mazet : médecin Quentin
- Martine Maximin : employée administrative
- Matyas Simon : OPJ
- Grégory Dreyfus : serveur Excelsior

### Épisode 6:Réminiscences
- Belgique : 14 septembre 2013 sur La Une
- France : 19 septembre 2013 sur TF1

- Belgique : 248 000 téléspectateurs (18 %)[35] (première diffusion)
- France : 6,0 millions de téléspectateurs (29,9 %)[38] (première diffusion)

- André Oumansky : Claude Jonquet
- Elsa Mollien : Louise Jonquet
- Fanny Gilles : Lucie Gayant
- Manuel Olinger : Lucien Teisseire
- Jacky Nercessian : conservateur faculté
- Quentin Thebault : uniforme scène de crime
- Cyrille Andrieu-Lacu : uniforme appartement Diane

### Épisode 7:Juste avant l'oubli
- Belgique : 21 septembre 2013 sur La Une
- France : 26 septembre 2013 sur TF1

- Belgique : 250 000 téléspectateurs (18,2 %)[39] (première diffusion)
- France : 7,9 millions de téléspectateurs (30,5 %)[40] (première diffusion)

- Valérie Mairesse : Christine Jullian
- Clément Rouault : Laurent Gemini
- Anne-Valérie Soler : Sarah / Yvan Dewilde
- Cyrille Bonnet : Nicolas Brunner
- Michel Ruhl : Demasrais
- Rémi Bichet : Louis de Courtène
- Marianne Borgo : Nicole de Courtène
- Serge Maillat : Philippe de Courtène
- Valentine Atlan : Manon de Courtène
- Anthony Beauvais : Pierre de Courtène
- Béatrice Demachy : Bibliothécaire
- Alain Pointier : Avocat

### Épisode 8:De père en fils
- Belgique : 21 septembre 2013 sur La Une
- France : 26 septembre 2013 sur TF1

- Belgique : 231 000 téléspectateurs (14,4 %)[39] (première diffusion)
- France : 7,4 millions de téléspectateurs (34,6 %)[40] (première diffusion)

- Pétronille Moss : madame Sevy
- Frédérique Meininger : Marie-Jeanne Merceron
- Julien Lucas : Alain Langlois
- Émilie Caen : Karine Langlois
- Franck Adrien : Yann Bellot
- Benjamin Garnier : Paul Revelli
- Luq Hamet : médecin agression
- Guillaume Clemencin : agent immobilier
- Frédéric Amico : OPJ Lefèvre
- Amélie Etasse : jeune femme
- Arek Gurunian : brigadier DPJ
- Jean-Christopher Barro : réceptionniste hôtel
- Stéphane Malassenet : médecin hôpital

### Épisode 9:Possession
- Belgique : 28 septembre 2013 sur La Une
- France : 3 octobre 2013 sur TF1

- Belgique : 250 000 téléspectateurs (18,2 %)[41] (première diffusion)
- France : 7,28 millions de téléspectateurs (28,5 %)[42] (première diffusion)

- Shemss Audat : Nadia
- Guillaume Clerice : Arnaud Mangin
- Martin Mallet : Gabriel Mangin
- Nicolas Pignon : Joseph Mangin
- Vincent Schmitt : barman
- Geoffroy Thiebaut : père Stanislas
- Régis Van Houtte : Lulu

### Épisode 10:La poudre aux yeux
- Belgique : 28 septembre 2013 sur La Une
- France : 3 octobre 2013 sur TF1

- Belgique : 231 000 téléspectateurs (14,4 %)[41] (première diffusion)
- France : 6,3 millions de téléspectateurs (31,6 %)[42] (première diffusion)

- Marguerite Baron : Stéphanie Mathieu
- Farid Bouzenad : Lakhdari
- Brice Fournier : Gérard Marzac
- Dan Herzberg : inspecteur IGS
- Léonard Matton : Lionel
- Smadi Wolfman : inspecteur IGS

### Épisode 11:Dans la lumière
- Belgique : 5 octobre 2013 sur La Une
- France : 10 octobre 2013 sur TF1
- Israël : 12 octobre 2015 sur IBA

- Belgique : 270 000 téléspectateurs (18,2 %)[43] (première diffusion)
- France : 8,04 millions de téléspectateurs (31,1 %)[44] (première diffusion)

- Stéphane Freiss : préfet Carmin
- Juliette Roudet : Adèle Delettre
- Baptiste Caillaud : Raphael Varenne
- Eléa Clair : Delphine Picard
- Jacques de Candé : Alexis Ramos
- Frédéric Imberty : André Ramos
- Luis Inacio : Paul Gebert
- Joseph Leroux : Marcus Bertelli
- Erika Moulet : journaliste
- Ludovic Pinette : le directeur RATP
- Lydie Solomon : Sophia Kaplan

### Épisode 12:Sortir de l'ombre
- Belgique : 5 octobre 2013 sur La Une
- France : 10 octobre 2013 sur TF1
- Israël : 25 octobre 2015 sur IBA

- Belgique : 279 000 téléspectateurs (14,4 %)[43] (première diffusion)
- France : 7,22 millions de téléspectateurs (34,7 %)[44] (première diffusion)

- Stéphane Freiss : préfet Carmin
- Juliette Roudet : Adèle Delettre
- Déborah Amsens : fliquette
- Catherine Cyler : Évelyne Carmin
- Laurence Masliah : Laurence Fisher, mère de Chloé
- Xavier Mathieu : commandant Kavinsky
- Pétronille Moss : madame Sévy
- Didier Mérigou : Michel Fisher, père de Chloé

## Saison 5 (2014)
La saison 5 a été tournée du 19 août 2013 au 24 juillet 2014.
Cette saison est diffusée en Belgique sur La Une à partir du samedi 30 août 2014 et en France sur TF1 à partir du 16 octobre 2014.
En plus des personnages principaux, la saison met en scène des personnages récurrents :
- Juliette Roudet : Adèle Delettre, criminologue (épisodes 1-7)
- Fanie Zanini : Lili Merrick, fille adoptive de Chloé (épisodes 1-2, 4, 6, 8-9)
- Éric Berger : Tobias Roze / détenu Wolker (épisodes 2-4, 8, 10-12)
- Ron Reznik : Vincent Delahaye, riche chef d'entreprise (épisodes 4-6, 10)
- Julia Piaton : Jessica Kancel, sœur de Frédéric Kancel (épisodes 7-9, 11)
- Clémentine Poidatz : Élisa, sœur de Thomas Rocher (épisodes 3, 5, 11)
- Laurence Masliah : Laurence Fisher, mère de Chloé (épisodes 1-2 et 6)
- Michaël Vander-Meiren : Michaël, voisin de Chloé (épisodes 2, 8)
- Nathan Georgelin : Lucas, fils de Thomas Rocher (épisodes 3, 8, 11)

### Épisode 1:Un pour tous
- Belgique : 30 août 2014 sur La Une
- France : 16 octobre 2014 sur TF1

- Belgique : 263 000 téléspectateurs (18,5 % de part d'audience)[45] (première diffusion)
- France : 7,72 millions de téléspectateurs (30,4 % de part d'audience)[46] (première diffusion)

- Stéphane Freiss : préfet Carmin
- Marie Donnio : Iris Grimal
- Claire-Lise Lecerf : Églantine Grimal
- Nathalie Bienaimé : Rose Grimal
- Éric Naggar : Serge Grimal
- Thomas Lemoine : urgentiste du Samu

### Épisode 2:Poupée russe
- Belgique : 30 août 2014 sur La Une
- France : 16 octobre 2014 sur TF1

- Belgique : 296 000 téléspectateurs (22,4 %)[45] (première diffusion)
- France : 6,6 millions de téléspectateurs (31,1 %)[46] (première diffusion)

- Carla Besnaïnou : Alice Germot / Irina Trikov
- Caroline Filipek : Laure Vitalis
- Benjamin Penamaria : Antoine Germot / Andrei Trikov
- François Bureloup : Tardieu
- Laurent Soffiati : docteur Lind
- Laurent Besançon : papa anniversaire
- Jean-Gabriel Nordmann : Georges Vitalis
- Azuki Hagino : Nounou 1
- Sabine Pakora : Nounou 2
- Marion Denivan : Nounou 3
- Brigitte Aubry : Nounou 4

### Épisode 3:Face caméra
- Belgique : 6 septembre 2014 sur La Une
- France : 23 octobre 2014 sur TF1

- Belgique : 259 000 téléspectateurs (19 %)[47] (première diffusion)
- France : 7,15 millions de téléspectateurs (27,2 %)[48] (première diffusion)

- Antoine Cholet : Joseph
- François Rollin : Maxime Lartigues
- Fabrice Abraham : Fabrice Cambrais
- Simon Astier : Journaliste
- Clémentine Poidatz : Élisa
- Cindy Tempez : voisine
- Nicolas Berno : garde sécurité 1

### Épisode 4:Sur la liste
- Belgique : 6 septembre 2014 sur La Une
- France : 23 octobre 2014 sur TF1

- Belgique : 262 000 téléspectateurs (18,9 %)[47] (première diffusion)
- France : 6,1 millions de téléspectateurs (27,5 %)[48] (première diffusion)

- Julie Gayet : Lætitia Sibony
- Matthieu Rozé ; Julien Sibony
- Ludovic Pinette : Le directeur
- Bruno Paviot : Médecin
- Ron Reznik : Vincent Delahaye
- Davy Chatillon : Max

### Épisode 5:Tempêtes - Partie 1
- Belgique : 13 septembre 2014 sur La Une
- France : 30 octobre 2014 sur TF1

- Belgique : 292 000 téléspectateurs (20,6 %)[49] (première diffusion)
- France : 7,46 millions de téléspectateurs (27 %)[50] (première diffusion)

- Hubert Saint-Macary : Lucien Steinberg
- Frédéric Eng-Li : Assistant du doc
- Pamela Ravassard : Mélanie Drac
- Jonathan Devred : Killian Mergat
- Jean-Michel Marnet : Concierge
- Christine Boisson : Catherine Clark
- Michèle Comba : Vincent Delahaye
- Clémentine Poidatz : Élisa
- Joffrey Platel : Paul Tardy
- Xavier Mussel : Childeric Zeller

### Épisode 6:Tempêtes - Partie 2
- Belgique : 13 septembre 2014 sur La Une
- France : 30 octobre 2014 sur TF1

- Belgique : 268 000 téléspectateurs (20,3 %)[49] (première diffusion)
- France : 6,81 millions de téléspectateurs (30,6 %)[50] (première diffusion)

- Marie Kremer : Louise Drancourt
- Pamela Ravassard : Mélanie Drac
- Jonathan Devred : Killian Mergat
- Jean-Michel Marnet : concierge
- Bruno Flender : gérant hôtel
- Aymeric Dapsence : flic en uniforme

### Épisode 7:Les Prédateurs
- Belgique : 20 septembre 2014 sur La Une
- France : 13 novembre 2014 sur TF1

- Belgique : 297 000 téléspectateurs (19,8 %)[51] (première diffusion)
- France : 7,49 millions de téléspectateurs (28,8 %)[52] (première diffusion)

- Cyril Aubin : patron labo photo
- Benjamin Blanchy : Julien Pellerin
- Esther Comar : Clarisse Luciani
- Émilie Hantz : jeune femme interrogée
- Patricia Thibault : Estelle Pellerin
- Cédric Weber : commandant Berard

### Épisode 8:Entre deux
- Belgique : 20 septembre 2014 sur La Une
- France : 13 novembre 2014 sur TF1

- Belgique : 273 000 téléspectateurs (19 %)[51] (première diffusion)
- France : 6,66 millions de téléspectateurs (31 %)[52] (première diffusion)

- Sylvain Levitte : Gabriel Senequier
- Mathieu Milella : OPJ Gobert

### Épisode 9:Au nom de mon fils
- Belgique : 27 septembre 2014 sur La Une
- France : 20 novembre 2014 sur TF1

- Belgique : 252 000 téléspectateurs (17,8 %)[53] (première diffusion)
- France : 7,42 millions de téléspectateurs (28,4 %)[54] (première diffusion)

- Céline Carrère : Anne Richer
- Sophie Meister : Katharina Dunckel
- Philippe Polet : Christophe Bauchart
- Marc Samuel : maître Fourcade
- Dimitri Michelsen : médecin de Katharina
- Jérôme Paquatte : civil 1
- Didier Nobletz : civil 2
- Jade Collet : jeune femme au crâne rasé
- Albert Goldberg : acolyte Bauchart
- Nathan Millot : Gaspard

### Épisode 10:Jusqu'au bout de la nuit
- Belgique : 27 septembre 2014 sur La Une
- France : 27 novembre 2014 sur TF1

- Belgique : 261 000 téléspectateurs (19,8 %)[53] (première diffusion)
- France : 6,90 millions de téléspectateurs (26,5 %)[55] (première diffusion)

- Didier Merigou : père de Chloé
- Anne-Sophie Trebel : Sandra Royer
- Pierre Bénézit : Nounours
- Enola Masaj : Ophélie Royer
- Pierre Casadei : homme au masque de loup
- Alain Bouzigues : Jean-Jacques Dellamont
- Jean-Marc Layer : maître Tullier
- Ophélie Lehmann : promise du lac
- Dominique Rouville : valet Vincent
- Étienne Guillou : valet de la forêt
- Ron Reznik : Vincent Delahaye
- Davy Chatillon : Max

### Épisode 11:Pour toujours
- Belgique : 8 novembre 2014 sur La Une
- France : 4 décembre 2014 sur TF1

- Belgique : 216 000 téléspectateurs (13,9 %)[56] (première diffusion)
- France : 7,95 millions de téléspectateurs (30,1 %)[57] (première diffusion)

- Corinne Martin : Marilou Clément
- Serge Maillat : Philippe de Courténe
- Marianne Borgo : Nicole de Courtène
- Clémentine Poidatz : Élisa
- Philippe Chaine : médecin hôpital Fred
- Christophe Chene Cailleteau : prêtre mariage
- Stéphane Vasseur : prêtre cimetière
- Anne Cart : médecin hôpital Marion
- Xavier Thiam : médecin service traumatologie
- Amélie Jalliet : Carmen Chaillot
- Catherine Cerda : Mme Clément
- Jules Tablot : dealer Chloé

### Épisode 12:À jamais
- Belgique : 8 novembre 2014 sur La Une
- France : 4 décembre 2014 sur TF1

- France : 7,21 millions de téléspectateurs (32,2 %)[57] (première diffusion)

- Corinne Martin : Marilou Clément
- Jean-Baptiste Sagory : Tobias Rose jeune / Fils de Celia
- Raphaël Caraty : professeur de Roze en 1988
- Ayouba Ali : Ezra Bonaventure
- Michaël Erpelding : Germain Marisset
- Marylise Doctobre : Celia

## Saison 6 (2015)
Cette saison est diffusée en France sur TF1 à partir du 5 novembre 2015.
En plus des personnages principaux, la saison met en scène des personnages récurrents :
- Fanie Zanini : Lili Merrick, fille adoptée par Chloé (épisodes 1-7, 9)
- Josée Drevon : Viviane Mercadet, archiviste (épisodes 1-6)
- Benjamin Bourgois : Dimitri Ferrant, militaire (épisodes 4, 6-8, 10)
- Vanessa Valence : Frédérique « Fred » Kancel, décédée (épisodes 1, 4)
- Laurence Masliah : Laurence Fisher, mère de Chloé (épisodes 3,5)
- Nathan Georgelin : Lucas Rocher, fils de Thomas Rocher (épisodes 1, 7-9)
- Benjamin Baroche : Alban Skela / Commandant Antoine Garrel (épisodes 8-10)
- Patrick Bouchitey : Tristan Bernard (épisodes 5, 7)
- Juliette Roudet : Adèle Delettre, criminologue (épisode 5)
- Julia Piaton : Jessica Kancel, sœur de Fred (épisode 8)

### Épisode 1:Impardonnable
- Belgique : 31 octobre 2015 sur La Une
- France : 5 novembre 2015 sur TF1

- France : 7,03 millions de téléspectateurs (27,3 %)[58] (première diffusion)

### Épisode 2:Viscéral
- Belgique : 31 octobre 2015 sur La Une
- France : 5 novembre 2015 sur TF1

- France : 6,29 millions de téléspectateurs (29,1 %)[58] (première diffusion)

### Épisode 3:Maîtresse
- Belgique : 7 novembre 2015 sur La Une
- France : 12 novembre 2015 sur TF1

- France : 7,39 millions de téléspectateurs (30,1 %) [59] (première diffusion)

### Épisode 4:La Chasse
- Belgique : 7 novembre 2015 sur La Une
- France : 12 novembre 2015 sur TF1

- France : 6,51 millions de téléspectateurs (32,4 %) [59] (première diffusion)

### Épisode 5:Sacrifiées
- Belgique : 14 novembre 2015 sur RTBF
- France : 19 novembre 2015 sur TF1

- France : 7 008 000 téléspectateurs (27,3 %) (Première diffusion)

Chloé et Rocher, avec l'aide d'Adèle Delettre, enquêtent sur le meurtre d'un photographe aux revenus étrangement supérieurs à son talent. 

### Épisode 6:Démoniaque
- Belgique : 14 novembre 2015 sur RTBF
- France : 19 novembre 2015 sur TF1

- France : 5,98 millions de téléspectateurs (28,7 %) [60] (première diffusion)

Chloé prépare le retour de Lili tandis que Lamarck demande à Hippolyte de sortir avec sa nièce, qui accepte à contrecœur. 

### Épisode 7:Résiliences
- France : 26 novembre 2015 sur TF1

- France : 7,09 millions de téléspectateurs (28,1 %) [61] (première diffusion)

### Épisode 8:OVNI
- France : 26 novembre 2015 sur TF1

- France : 6,01 millions de téléspectateurs (29,2 %) [61] (première diffusion)

### Épisode 9:Les poupées
- France : 3 décembre 2015 sur TF1

- France : 6,85 millions de téléspectateurs (27 %) [62] (première diffusion)

### Épisode 10:Alice
- France : 10 décembre 2015 sur TF1

- France : 7,02 millions de téléspectateurs (28,4 %) [63] (première diffusion)

## Saison 7 (2016)
Cette saison est diffusée en France sur TF1 à partir du 20 octobre 2016 et marquera le départ d'Odile Vuillemin et l'arrivée de sa remplaçante Juliette Roudet.
En plus des personnages principaux, la saison met en scène des personnages récurrents :
- Diane Dassigny : Jessica Kancel, sœur de Fred (épisode 1-10)
- Fanie Zanini : Lili Merrick, fille adoptive de Chloé (épisodes 1-2)
- Josée Drevon : Viviane Mercadet, archiviste (épisode 2)
- Nathan Georgelin : Lucas Rocher, fils de Thomas Rocher (épisodes 5-6, 8-10)
- Benjamin Baroche : Alban Skela / Commandant Antoine Garrel (épisode 1)
- Guillaume Cramoisan : Commandant Mathieu Pérac (épisode 1)

### Épisode 1:Les Adieux - Partie 1
- Belgique : 15 octobre 2016 sur La Une
- Suisse : 19 octobre 2016 sur RTS Un
- France : 20 octobre 2016 sur TF1

- France : 6,61 millions de téléspectateurs (26,1 %) [64] (première diffusion)

### Épisode 2:Les Adieux - Partie 2
- Belgique : 15 octobre 2016 sur La Une
- Suisse : 19 octobre 2016 sur RTS Un
- France : 27 octobre 2016 sur TF1

- France : 6,13 millions de téléspectateurs (24,8 %) [65] (première diffusion)

### Épisode 3:En eaux troubles
- Belgique : 22 octobre 2016 sur La Une
- Suisse : 26 octobre 2016 sur RTS Un
- France : 3 novembre 2016 sur TF1

- France : 5,60 millions de téléspectateurs (22,2 %) [66] (première diffusion)

- Armelle Deutsch : Angèle Simon

### Épisode 4:Halloween
- Belgique : 22 octobre 2016 sur La Une
- Suisse : 26 octobre 2016 sur RTS Un
- France : 3 novembre 2016 sur TF1

- France : 4,28 millions de téléspectateurs (21 %) [66] (première diffusion)

- Pierre Deny : Pierre Leroy

### Épisode 5:Le Retour
- Belgique : 29 octobre 2016 sur La Une
- Suisse : 2 novembre 2016 sur RTS Un
- France : 17 novembre 2016 sur TF1

- France : 5,77 millions de téléspectateurs (22,9 %) [67] (première diffusion)

Théo Bertrand : Elliot

### Épisode 6:Le Corbeau
- Belgique : 29 octobre 2016 sur La Une
- Suisse : 9 novembre 2016 sur RTS Un
- France : 17 novembre 2016 sur TF1

- France : 4,85 millions de téléspectateurs [67] (première diffusion)

### Épisode 7:De tout mon cœur
- Belgique : 5 novembre 2016 sur La Une
- Suisse : 16 novembre 2016 sur RTS Un
- France : 1er décembre 2016 sur TF1

- France : 5,78 millions de téléspectateurs (24,1 %) [68] (première diffusion)

Alors que Rocher passe avec succès son brevet de conduite extrême de la Police, Emma est confrontée à une étonnante dénonciation de crime : un célèbre médium lui expose la vision qu'il a eue d'un homme gisant dans l'eau sous la lumière crue d'un spot, entouré de tulipes.

### Épisode 8:Momie
- Belgique : 12 novembre 2016 sur La Une
- Suisse : 16 novembre 2016 sur RTS Un
- France : 1er décembre 2016 sur TF1

- France : 4,52 millions de téléspectateurs (24,7 %) [68] (première diffusion)

- Sophie Mounicot : Isabelle Pragian

### Épisode 9:Les Élus - Partie 1
- Belgique : 19 novembre 2016 sur La Une
- Suisse : 23 novembre 2016 sur RTS Un
- France : 8 décembre 2016 sur TF1

- France : 5,72 millions de téléspectateurs (24 %) [69] (première diffusion)

### Épisode 10:Les Élus - Partie 2
- Belgique : 19 novembre 2016 sur La Une
- Suisse : 23 novembre 2016 sur RTS Un
- France : 8 décembre 2016 sur TF1

- France : 5,13 millions de téléspectateurs (28 %) [69] (première diffusion)

## Saison 8 (2017)

### Épisode 1:Le Prisonnier – Partie 1
- Belgique : 5 septembre 2017 sur La Une
- France : 7 septembre 2017 sur TF1

- France : 5,14 millions de téléspectateurs (22,9 %) [70] (première diffusion)

- Thierry Gimenez : Argos
- Vincent Nemeth : Vincent Langlois

### Épisode 2:Le Prisonnier – Partie 2
- Belgique : 5 septembre 2017 sur La Une
- France : 7 septembre 2017 sur TF1

- France : 4,27 millions de téléspectateurs (26,3 %) [70] (première diffusion)

- Thierry Gimenez : Argos
- Vincent Nemeth : Vincent Langlois

### Épisode 3:Les Héritiers - Partie 1
- Belgique : 12 septembre 2017 sur La Une
- France : 14 septembre 2017 sur TF1

- France : 5,28 millions de téléspectateurs (22,5 %) [71] (première diffusion)

### Épisode 4:Les Héritiers - Partie 2
- Belgique : 12 septembre 2017 sur La Une
- France : 14 septembre 2017 sur TF1

- France : 5,09 millions de téléspectateurs (26,4 %) [71] (première diffusion)

### Épisode 5: Mère patrie
- Belgique : 19 septembre 2017 sur La Une
- France : 21 septembre 2017 sur TF1

- France : 5,38 millions de téléspectateurs (23,3 %) [72] (première diffusion)

Marie-Christine Barrault : Christine

### Épisode 6: De chair et d'os
- Belgique : 19 septembre 2017 sur La Une
- France : 21 septembre 2017 sur TF1

- France : 4,42 millions de téléspectateurs (24,2 %) [72] (première diffusion)

Jean Benguigui : Roland Nolas

### Épisode 7: Intime conviction - Partie 1
- Belgique : 26 septembre 2017 sur La Une
- France : 28 septembre 2017 sur TF1

- France : 5,08 millions de téléspectateurs (21,5 %) [73] (première diffusion)

### Épisode 8: Intime conviction - Partie 2
- Belgique : 26 septembre 2017 sur La Une
- France : 28 septembre 2017 sur TF1

- France : 4,31 millions de téléspectateurs (21,2 %) [73] (première diffusion)

### Épisode 9: Burn out
- France : 5 octobre 2017 sur TF1
- Belgique : 3 octobre 2017 sur La Une

- France : 5,30 millions de téléspectateurs (22,2 %) [74] (première diffusion)

### Épisode 10: Vertiges
- France : 5 octobre 2017 sur TF1
- Belgique : 3 octobre 2017 sur La Une

- France : 4,24 millions de téléspectateurs (23 %) [74] (première diffusion)

## Saison 9 (2018)

### Épisode 1:Un nouveau départ – Partie 1
- France : 10 janvier 2019 sur TF1
- Belgique : 1er décembre 2018 sur La Une

- France : 5,47 millions de téléspectateurs (23,3 %) [75] (première diffusion)

### Épisode 2:Un nouveau départ – Partie 2
- France : 10 janvier 2019 sur TF1
- Belgique : 1er décembre 2018 sur La Une

- France : 4,69 millions de téléspectateurs (24,2 %) [75] (première diffusion)

### Épisode 3:Les maillons de la chaîne
- France : 17 janvier 2019 sur TF1
- Belgique : 8 décembre 2018 sur La Une

- France : 4,90 millions de téléspectateurs (21,6 %) [76] (première diffusion)

- Yussif Timera (Élève 1)
- Thomas Drelon (Gendarme Battue)
- Alexandre Tacchino (Fabrice Bodin)
- Cécile Camp (Rose Lemonnier)
- Luc Gentil (Richard Lemonnier)
- Volodia Serre (Olivier Pereira)
- Pascal Loison (Denis Gauchard)
- Sören Prévost (Docteur Hervé Nogace)
- Lucie Contet (Rose Lemonnier 1990)
- Xavier Inbona (Père de Margot 1990)

### Épisode 4:Imaginaire
- France : 17 janvier 2019 sur TF1
- Belgique : 8 décembre 2018 sur La Une

- France : 4,20 millions de téléspectateurs (23,3 %) [76] (première diffusion)

### Épisode 5:Jonah
- France : 24 janvier 2019 sur TF1
- Belgique : 15 décembre 2018 sur La Une

- France : 5,33 millions de téléspectateurs (23,2 %) [77] (première diffusion)

### Épisode 6:Les yeux fermés
- France : 24 janvier 2019 sur TF1
- Belgique : 15 décembre 2018 sur La Une

- France : 4,64 millions de téléspectateurs (25,1 %) [77] (première diffusion)

- Julie-Anne Roth (Emmanuelle Fouchet)
- Emilie Gavois-Kahn (Jeanne Rouillet)
- Léa Leviant (Marion Rouillet)
- Clément Bresson (Julien Vilani)

### Épisode 7:Fuir
- France : 31 janvier 2019 sur TF1
- Belgique : 22 décembre 2018 sur La Une

- France : 5,33 millions de téléspectateurs (22,9 %) [78] (première diffusion)

- Théo Frilet (Adrien Catrini / Laurent Petit)
- Julie Ravix (Annie Petit)
- Céline Milliat-Baumgartner (Myriam)
- Didier Menin (Michel Fallet)
- Pierre Porquet (Propriétaire maison)
- Vincent Berger (Médecin Nora)

### Épisode 8:Charnel
- France : 31 janvier 2019 sur TF1
- Belgique : 22 décembre 2018 sur La Une

- France : 4,65 millions de téléspectateurs (25,6 %) [78] (première diffusion)

- Ilian Bergala (Thomas Rocher Adolescent)
- Rebecca Benhamour (Judith Guérin Adolescente)
- Anne Loiret (Dorothée Després)
- Xavier Gallais (Louis Plantier)
- Marianne Fabbro Annelise Abadie
- Olivier Richard (Chirurgien]
- Vanessa Liautey (Isabelle Baron)

### Épisode 9:Coup de foudre
- France : 7 février 2019 sur TF1
- Belgique : 29 décembre 2018 sur La Une

- France : 5,19 millions de téléspectateurs (23,5 %) [79] (première diffusion)

- Vanessa Liautey (Isabelle Baron)
- Mara Taquin (Pauline Gardin)
- Grétek Delattre (Virginie Husson)
- Fréderick Guillaud (Patrick Lagache)
- Christian Baltauss (Augustin Laible)
- Xavier Gallais (Louis Plantier)

C’est une mise en scène macabre qui attend le commandant Rocher pour sa première enquête depuis son réveil : un tueur a assassiné la concierge d’un immeuble et on a retrouvé des mannequins représentant une famille décédée, il y a un an. La seule survivante sur les lieux est la fille aînée, traumatisée par ce spectacle. 

### Épisode 10:La vie rêvée
- France : 7 février 2019 sur TF1
- Belgique : 29 décembre 2018 sur La Une

- France : 4,50 millions de téléspectateurs (25,5 %) [79] (première diffusion)

## Saison 10 (2020)

### Épisode 1:Double jeu
- France : 12 mars 2020 sur TF1
- Belgique : 29 février 2020 sur La Une

- France : 5,53 millions de téléspectateurs (23,8 %) [80] (première diffusion)

### Épisode 2:Connexions
- France : 12 mars 2020 sur TF1
- Belgique : 29 février 2020 sur La Une

- France : 4,43 millions de téléspectateurs (24,8 %) [80] (première diffusion)

### Épisode 3:Dans ma chair
- France : 19 mars 2020 sur TF1
- Belgique : 7 mars 2020 sur La Une

- France : 5,87 millions de téléspectateurs (21,9 %) [81] (première diffusion)

### Épisode 4:Louves
- France : 26 mars 2020 sur TF1
- Belgique : 7 mars 2020 sur La Une

- France : 5,62 millions de téléspectateurs (20,4 %) [82] (première diffusion)

### Épisode 5:La croisée des chemins - partie 1
- France : 20 août 2020 sur TF1
- Belgique : 14 mars 2020 sur La Une

- France : 3,9 millions de téléspectateurs (20,3 %) [83] (première diffusion)

### Épisode 6:La croisée des chemins - partie 2
- France : 20 août 2020 sur TF1
- Belgique : 14 mars 2020 sur La Une

- France : 3,53 millions de téléspectateurs (22,4 %) [83] (première diffusion)

### Épisode 7:Toxique
- France : 27 août 2020 sur TF1
- Belgique : 21 mars 2020 sur La Une

### Épisode 8:Requiem
- France : 27 août 2020 sur TF1
- Belgique : 21 mars 2020 sur La Une

Dernière apparition du Commissaire Lamarck qui décède  (les dernières séquences de l'épisode sont tournées par une doublure) dû au décès de Jean-Michel Martial.